# Nyctalus
Nyctalus (Bowditch, 1825) è un genere di pipistrelli della famiglia dei Vespertilionidi.

## Descrizione

### Dimensioni
Al genere Nyctalus appartengono pipistrelli di piccole dimensioni, con lunghezza della testa e del corpo tra 51 e 106 mm, la lunghezza dell'avambraccio tra 36 e 70 mm, la lunghezza della coda tra 31 e 74 mm e un peso fino a 74 g.

### Caratteristiche craniche e dentarie
Il cranio è appiattito e provvisto di un rostro corto, largo e robusto. L'apertura palatale tra gli incisivi è insolitamente profonda e termina circa all'altezza delle orbite. Gli incisivi superiori esterni sono concavi e bicuspidati. Il primo premolare superiore è piccolo e situato all'interno della linea alveolare nascosto tra il canino e il secondo premolare.
Sono caratterizzati dalla seguente formula dentaria:

### Aspetto
La pelliccia è corta e si estende ventralmente sulle membrane alari lungo i fianchi fino all'altezza del polso. Il muso è appiattito, corto e largo, con due masse ghiandolari sui lati. Le orecchie sono corte, triangolari e con l'estremità arrotondata, il trago è corto e rotondo. Le ali sono particolarmente strette, con il quinto dito accorciato e il terzo e quarto metacarpo della stessa lunghezza, sono scure, ispessite ed opache. La coda è lunga e talvolta si estende leggermente oltre l'ampio uropatagio. Il calcar presenta una carenatura caratterizzata da un'espansione a forma di T.

## Distribuzione
Il genere è diffuso nell'Ecozona paleartica, dalla Penisola Iberica e Isole Canarie fino al Giappone.

## Tassonomia
Il genere comprende 8 specie.
- Nyctalus aviator
- Nyctalus azoreum
- Nyctalus furvus
- Nyctalus lasiopterus
- Nyctalus leisleri
- Nyctalus montanus
- Nyctalus noctula
- Nyctalus plancyi